# Фримен, Гарри Лоренс
Га́рри Ло́ренс Фри́мен (англ. Harry Lawrence Freeman; 1869—1954) — афроамериканец, американский оперный композитор, дирижёр, импресарио и преподаватель. Был первым афроамериканцем, сочинявшим оперы, написал за долгую карьеру учителя и композитора почти два десятка произведений в этом жанре.
При жизни был известен как «чёрный Вагнер».

## Биография
Афроамериканский оперный композитор Гарри Лоренс Фриман, сын Лемюэля Фримена и Агнес Симс-Фриман, родился 9 октября 1869 года в Кливленде, штат Огайо. Семья Фриманов была свободными землевладельцами в Кливленде за несколько десятилетий до Гражданской войны. Говорят, что у его матери был прекрасный голос певицы, а юный Гарри в раннем возрасте проявлял исключительные музыкальные способности. К 12 годам он организовал детский вокальный квартет, в котором был первым дискантом.
К десяти годам Гарри Фримен самостоятельно научился играть на фортепиано и был помощником церковного органиста. В возрасте 18 лет после посещения оперы Рихарда Вагнера «Тангейзер», он начал сочинять свою собственную музыку. Уже в 22 годам он основал в Денвере, штат Колорадо, оперную труппу Freeman Opera Company. В Кливленде он обучался теории музыки под руководством американского композитора Иоганна Бека — дирижёра Кливлендского симфонического оркестра (Cleveland Symphony, не путать с Кливлендским оркестром), который сравнил музыкальный стиль Фримена со стилем Вагнера. Бек увидел способности Фримена как композитора и сказал, что «Фриман обладает важными качествами характера, которые сделали Вагнера великим. Его композиции удивительно масштабны по замыслу, а музыка точно передаёт настроение». Возможно, из-за этого комментария Фримена в прессе окрестили «цветным (чёрным) Вагнером» — прозвище, которое сопровождало его всю жизнь. В музыке Фримена прослеживается влияние Вагнера, особенно в использовании лейтмотивов и оркестровки. Фриман планировал написать цикл из четырёх музыкальных драм, основанных на африканских мифах, вероятно, также под впечатлением «Кольцевых циклов» Рихарда Вагнера. Его первая опера — «Эптелия» («Epthelia»), была исполнена в Немецком театре в Денвере в 1891 году.
В 1898 году Фримен женился на Шарлотте Луиз Томас из Чарлстона, Южная Каролина, которая была певицей (сопрано). В 1900 году у них родился сын Вальдо. В течение следующего десятилетия семья жила в Кливленде, Чикаго и Зинии (штат Огайо), где Фримен преподавал в университете Wilberforce University в 1902—1903 годах. В конце 1890-х Фримен начал работу над оперой, основанной на африканской мифологии, а также опубликовал популярные песни под именем Х. Фримен. В 1898 году была закончена его вторая опера «Нада», позже переработанная и вышедшая под названием «Зулуки».
Фриман написал либретто и сочинил музыку для всех своих опер, кроме «Озии». Несмотря на высокую оценку, Фримен мог реализовать свой талант только в так называемой «расовой» музыке. Между 1895 и 1899 годами он гастролировал с группой американских поэтов-музыкантов, в которой был первый афроамериканский артист Эрнест Хоган и впоследствии написал часть музыки для его музыкальных комедий. С 1902 по 1904 год он руководил музыкальной программой в Университете Уилберфорс. В 1906 году Гарри и Карлотта работали в недавно созданном Театре Пекина в Чикаго, первом театре такого рода, в котором руководство и исполнители были афроамериканцами. Примерно с 1894 по 1904 год Х. Лоуренс Фриман написал и опубликовал ряд популярных песен под псевдонимом «Гарри Фримен», что принесло ему репутацию «хитового» композитора в определённых кругах, с тех пор более поздние работы композитор подписывал исключительно как «Гарри Фриман».
Около 1908 года семья Фрименов переехала в Гарлем, Нью-Йорк.
Помимо большой оперы, Гарри Фримен писал другую музыку, работал музыкальным руководителем водевилей и трупп музыкальных театров в начале 1900-х годов. Среди них была труппа Musical Comedy Company Эрнеста Хогана, примадонной которой была Карлотта Фримен, а также труппа Афроамериканского музыкального театра Коула-Джонсона и труппа музыкальной комедии Джона Ларкинса. В 1934 году он был композитором и музыкальным руководителем театрализованного представления «О, спой новую песню» (O Sing a New Song) — громкого события на Всемирной выставке в Чикаго, посвященной афроамериканскому опыту.
В 1908 году он перевёз семью в Нью-Йорк. С 1909 по 1910 год был музыкальным руководителем компании Cole-Johnson Brothers Company, которая продюсировала популярные мюзиклы «Tin Pan Alley», а затем несколько лет был музыкальным руководителем компании John Larkins Musical Comedy Company. В 1912 году основал и был руководителем Негритянского хорового общества, хора примерно из 75 голосов. В 1920 году Фриманы основали труппу «Негритянскую труппу Гранд Опера» (Negro Grand Opera Company), которая осуществила несколько постановок его собственных произведений и предоставлять возможности для выступления афроамериканским певцам. В том же году Х. Лоуренс Фриман основал в Гарлеме собственную Салемскую музыкальную школу, которая через несколько лет была переименована в Музыкальную школу Фримена. Примерно с 1920 года Вальдо Фриман был бизнес-менеджером своего отца, искал возможности для производства и публикации опер — он был менеджером негритянской труппы Grand Opera, а также стал исполнительным директором Гильдии развлечений друзей. Все трое Фрименов прочно вошли в культурную жизнь Гарлемского Возрождения, а их в последующие годы служил импровизированным салоном для таких фигур, как Юби Блейк, Ноубл Сиссл, Марион Андерсон, Мюриэль Ран и Лена Хорн.
Жена Фримена, Карлотта, вместе с сыном Вальдо (баритон), исполняли главные партии во многих постановках. К концу 1920-х годов творчество Г. Лоуренса стало хорошо известно в Нью-Йорке благодаря его выступлениям, преподаванию и работе в качестве музыкального критика и эссеиста для New Amsterdam News и афроамериканских газетах. В 1928 году его опера «Вуду» была поставлен в Театре на 52-й улице, а концертное исполнение той же оперы транслировалось в прямом эфире по радиостанции WGBS. Фриман получил премию Хармона за значительные достижения афроамериканца в области искусства и литературы в 1930 году. Среди других 11 получателей был Адам Клейтон Пауэлл. Позже в том же году он исполнил отрывки из нескольких своих опер в Карнеги-холле.
В конце 1930-х годов было осуществлено несколько постановок и множество неудачных попыток постановки опер Фримена, в первую очередь постановка «Вендетты» в Park Palace в 1937 году. Вальдо пытался представить работы отца на популярных, а не только на исторических площадках, где выступали афроамериканцы. Работа Фрименов была в значительной степени приостановлена во время Второй мировой войны. В 1947 году была поставлена опера «Мученик» в Карнеги-холле. Х. Лоуренс руководил межрасовым составом. Постановка получил положительные отзывы как в центральных, так и в афроамериканских газетах. Большинство критиков написали, что это был исторический момент, но многие также отметили, что работа не была завершена, особенно в музыкальной части, и нуждалась в доработке. Многие критиковали смешение джаза, африканских песен и традиционной западной классической музыки, использовавшейся во время исполнения арий или в повторяющихся музыкальных частях. Несовершенство оркестров отмечалось и в других постановках опер Фримена. Позже Вальдо Фриман сказал, что поиск и репетиции инструменталистов были одной из самых сложных задач во время подготовки представлений, так как найти музыкантов, одинаково хорошо чувствующих себя как в западном классическом, так и в джазовом стилях, было довольно трудно.
Умер 24 марта 1954 года в Нью-Йорке в возрасте 85 лет. Его жена Карлотта умерла три месяца спустя.

## Достижения
Был первым афроамериканцем, писавшим и ставившим оперы. Премьера оперы «Вальдо» (1906) состоялась в Кливлендском зале Вейсгербера, а опера «Вуду» (1914) стала первой афроамериканской оперой, которая была исполнена в театральном районе Нью-Йорка на Бродвее 10 сентября 1928 года.
- «Вуду» (1914) стала первой афроамериканской оперой, представленной в нью-йоркском театральном квартале Бродвей 10 сентября 1928 года.
- Гарри Лоуренс Фриман дважды выступал в Карнеги-холле — в 1930 и в 1947 году.
- Фриман опубликовал много популярных песен, аранжировок духовных песен афроамериканцев-протестантов, музыку для концертного зала, в том числе «Любовь Помпеи», цикл песен «Мой сын», кантату, симфоническую поэму «Раб и Саломея», музыку для балета с хором.
- Фриманы основали три художественные организации — «Гильдию развлечений друзей», «Негритянскую труппу Гранд Опера» и «Фонд Африканской оперы».
- Фриман оставил рукопись неопубликованной книги «Негр в классической музыке и опере», статью о «Музыкальном мировоззрении», либретто к своим операм, несколько пьес и сценариев.
- Гарри Лоренс Фримен был удостоен престижной премии Harmon Foundation Award[англ.] в 1930 году за достижения в музыке.
- Двадцать одна его опера, а также многие другие произведения Фримена в рукописях, хранятся в коллекции Колумбийского университета[4].